# Lista dos campeões das copas estaduais do Brasil de 2020
A lista a seguir traz dados acerca dos campeonatos das Copas Estaduais de futebol realizadas no Brasil em 2020. Significados das colunas:
- Estado: nome do estado, listados em ordem alfabética.
- Copa do Brasil 2021: times classificados para a Copa do Brasil em sua edição de 2021.
- Série D 2021: times classificados para o Campeonato Brasileiro de Futebol - Série D em sua edição de 2021.
- Final: placares dos jogos finais ou, em caso de não ter havido final, a vantagem do campeão ao final do campeonato.

## Copas Estaduais
| Estado | Campeão/Artilheiro                                                                | Vice-campeão | Copa do Brasil 2021 | Série D 2021 | Final                                                       |
| ------ | --------------------------------------------------------------------------------- | ------------ | ------------------- | ------------ | ----------------------------------------------------------- |
| AL     | ASA (2º título) Jean Carlos (CEO) Etinho (Murici) 3 gols                          | CEO          | —                   | ASA          | ASA 1 (4) x (3) 1 CEO                                       |
| CE     | Ferroviário (2º título) Ciel (Caucaia) 10 gols                                    | Icasa        | Ferroviário         | —            | Icasa 0 x 1 Ferroviário                                     |
| ES     | Cancelada                                                                         | Cancelada    | Cancelada           | Cancelada    | Cancelada                                                   |
| MA     | Cancelada                                                                         | Cancelada    | Cancelada           | Cancelada    | Cancelada                                                   |
| MT     | Cancelada                                                                         | Cancelada    | Cancelada           | Cancelada    | Cancelada                                                   |
| RJ     | Cancelada                                                                         | Cancelada    | Cancelada           | Cancelada    | Cancelada                                                   |
| RS     | Santa Cruz-RS (1º título) Wilson (Novo Horizonte) Nena (Santa Cruz-RS) 7 gols     | São José-RS  | Santa Cruz-RS       | —            | Santa Cruz-RS 3 x 1 São José-RS 3 (3) x (4) 1 Santa Cruz-RS |
| SC     | Joinville (5º título) Gustavinho (Joinville) Zé Vitor (Marcílio Dias) 5 gols      | Concórdia    | Joinville           | —            | Concórdia 1 x 0 Joinville 1 (5) x (3) 0 Concórdia           |
| SP     | Portuguesa (1º título) Adilson Bahia (Portuguesa) Gustavo Nescau (Marília) 8 gols | Marília      | Marília             | Portuguesa   | Marília 1 x 2 Portuguesa 3 x 2 Marília                      |

## Recopas Estaduais
| Campeonato                 | Final                                          | Final                      | Final                                              |
| Campeonato                 | Vencedor                                       | Placar                     | Vice                                               |
| -------------------------- | ---------------------------------------------- | -------------------------- | -------------------------------------------------- |
| Recopa Gaúcha de 2020      | Pelotas Campeão da Copa FGF de 2019            | 1 – 1 (4 – 3 nos pênaltis) | Grêmio Campeão do Campeonato Gaúcho de 2019        |
| Recopa Catarinense de 2020 | Brusque Campeão da Copa Santa Catarina de 2019 | 2 – 0                      | Avaí Campeão do Campeonato Catarinense de 2019     |
| Recopa Mineira de 2020     | Tombense Campeão Mineiro do Interior de 2020   | 2 – 0                      | Uberlândia Campeão do Troféu Inconfidência de 2020 |